# John Perceval (1er baronnet)
Pour les articles homonymes, voir John Perceval et Perceval (homonymie).
 (octobre 2016).
Si vous disposez d'ouvrages ou d'articles de référence ou si vous connaissez des sites web de qualité traitant du thème abordé ici, merci de compléter l'article en donnant les références utiles à sa vérifiabilité et en les liant à la section « Notes et références ».
Sir John Perceval, 1er baronnet, né en 1629 et mort en 1665, est une personnalité irlandaise du XVIIe siècle.